# Беруашвілі Георгій Іванович
Георгій Іванович Беруашвілі (1916–1944) — учасник німецько-радянської війни, командир відділення 132-го окремого саперного батальйону 38-ї стрілецької дивізії. Герой Радянського Союзу (1944).

## Біографія
Георгій Беруашвілі народився 1916 року в місті Тбілісі. У 1941 році розпочав службу в Робітничо-селянській Червоній Армії. До вересня 1943 року Беруашвілі командував відділенням 132-го окремого саперного батальйону 38-ї стрілецької дивізії 40-ї армії Воронезького фронту. Проявив себе під час битви за Дніпро.
23 — 30 вересня 1943 року біля села Григорівка Канівського району Черкаської області Української РСР Беруашвілі брав участь в організації переправи 20 гармат, 35 мінометів, 3 зенітних кулеметів, 900 ящиків з боєприпасами тощо. У ніч з 25 на 26 вересня 1943 року він зміг оперативно закласти всі пробоїни і врятувати тим самим вантаж.
Георгій Беруашвілі загинув у бою 14 січня 1944 року. Похований у братській могилі у селі Босівка Лисянського району Черкаської області.